# Süddeutsche Fußballmeisterschaft 1905/06
Die süddeutsche Fußballmeisterschaft 1905/06 des Verbandes Süddeutscher Fußball-Vereine gewann der 1. FC Pforzheim durch einen 5:3-Erfolg im Finale gegen den 1. FC Hanau 1893. Dies war der erste Gewinn der süddeutschen Fußballmeisterschaft für die Pforzheimer, die sich dadurch für die deutsche Fußballmeisterschaft 1905/06 qualifizierten. Dort erreichten sie nach Siegen über den Cölner FC 1899 und Union 92 Berlin das Finale, bei dem sie dem VfB Leipzig mit 1:2 unterlagen und somit deutscher Vizemeister wurden.

## Modus und Übersicht
In dieser Spielzeit wurden erstmals Vereine aus der Pfalz und Franken im Spielbetrieb aufgenommen, die in eine zusätzliche Staffel des Nord- bzw. des Südkreises eingeteilt wurden. Der Austragungsmodus blieb gegenüber dem Vorjahr gleich: Die Staffelsieger spielten im Nord- und im Südkreis in einer einfachen Ligarunde die beiden Kreismeister aus, die schließlich im Endspiel um die süddeutsche Meisterschaft aufeinandertrafen.
| Kreis     | Kreismeister       |
| --------- | ------------------ |
| Nordkreis | 1. Hanauer FC 1893 |
| Südkreis  | 1. FC Pforzheim    |

## Nordkreis
Erstmals beteiligten sich die Pfälzer Vereine aus Ludwigshafen und Kaiserslautern am Ligaspielbetrieb des VSFV. Sie bildeten in dieser Spielzeit den Gau „Pfalz“, die Vereine aus dem Mannheimer Raum den Gau „Neckar“. Erster „Pfalzmeister“ des VSFV wurde der FC Pfalz Ludwigshafen, der dann aber auf die Teilnahme an der Nordkreis-Endrunde verzichtete. Im Rhein-Main-Gebiet wurden die Vereine auf nunmehr drei statt bisher zwei Staffeln aufgeteilt. Der Nordkreismeister hieß am Ende wie schon im Jahr zuvor 1. Hanauer FC 93.

### Gau Mittelrhein
| Pl. | Verein                       | Sp. | S | U | N | Tore    | Quote | Punkte |
| --- | ---------------------------- | --- | - | - | - | ------- | ----- | ------ |
| 1.  | SV Wiesbaden 1899            | 3   | 3 | 0 | 0 | 018:100 | 18,00 | 06:0   |
| 2.  | 1. Wiesbadener FC 1901       | 3   | 2 | 0 | 1 | 009:600 | 1,50  | 04:20  |
| 3.  | Wiesbadener FC Kickers 1904  | 3   | 1 | 0 | 2 | 007:700 | 1,00  | 02:40  |
| 4.  | Wiesbadener FC Germania 1903 | 3   | 0 | 0 | 3 | 009:220 | 0,41  | 0:60   |

### Gau Ostmain
| Pl. | Verein                     | Sp. | S | U | N | Tore    | Quote | Punkte |
| --- | -------------------------- | --- | - | - | - | ------- | ----- | ------ |
| 1.  | 1. Hanauer FC 1893         | 3   | 3 | 0 | 0 | 026:000 | ∞     | 06:0   |
| 2.  | FC Teutonia 1900 Offenbach | 3   | 2 | 0 | 1 | 004:110 | 0,36  | 04:20  |
| 3.  | FC Viktoria Hanau          | 3   | 1 | 0 | 2 | 002:800 | 0,25  | 02:40  |
| 4.  | Gießener FK 1900 a (N)     | 3   | 0 | 0 | 3 | 000:130 | 0,00  | 0:60   |

| (N) | Aufsteiger |

### Gau Westmain
| Pl. | Verein                       | Sp. | S | U | N | Tore    | Quote | Punkte |
| --- | ---------------------------- | --- | - | - | - | ------- | ----- | ------ |
| 1.  | Frankfurter FC Victoria 1899 | 7   | 6 | 0 | 1 | 027:600 | 4,50  | 12:20  |
| 2.  | FSV Frankfurt                | 7   | 5 | 2 | 0 | 022:120 | 1,83  | 12:20  |
| 3.  | Frankfurter FC Kickers       | 7   | 5 | 1 | 1 | 027:900 | 3,00  | 11:30  |
| 4.  | Frankfurter FC Germania 1894 | 7   | 3 | 2 | 2 | 016:190 | 0,84  | 08:60  |
| 5.  | Frankfurter FC 1902          | 7   | 3 | 0 | 4 | 015:230 | 0,65  | 06:80  |
| 6.  | FC Hermannia Frankfurt       | 7   | 2 | 1 | 4 | 013:130 | 1,00  | 05:90  |
| 7.  | Bockenheimer FVgg            | 7   | 1 | 0 | 6 | 014:350 | 0,40  | 02:12  |
| 8.  | FV Amicitia Bockenheim       | 7   | 0 | 0 | 7 | 010:270 | 0,37  | 0:14   |
| 9.  | FC Germania Bockenheim b     | 0   | 0 | 0 | 0 | 000:000 | ±0    | 0      |

### Gau Neckar
| Pl. | Verein                        | Sp. | S | U | N | Tore    | Quote | Punkte |
| --- | ----------------------------- | --- | - | - | - | ------- | ----- | ------ |
| 1.  | Mannheimer FC Viktoria 1897   | 4   | 3 | 1 | 0 | 013:700 | 1,86  | 07:10  |
| 2.  | Mannheimer FG 1896            | 4   | 3 | 0 | 1 | 010:500 | 2,00  | 06:20  |
| 3.  | Mannheimer FC Phönix 1902 (N) | 4   | 2 | 0 | 2 | 007:900 | 0,78  | 04:40  |
| 4.  | Mannheimer FG Union 1897      | 4   | 0 | 2 | 2 | 005:700 | 0,71  | 02:60  |
| 5.  | FK Olympia Darmstadt          | 4   | 0 | 1 | 3 | 005:120 | 0,42  | 01:70  |
| 6.  | Akademischer SC Darmstadt c   | 0   | 0 | 0 | 0 | 000:000 | ±0    | 0      |
| 7.  | Mannheimer FG Germania 1897 d | 0   | 0 | 0 | 0 | 000:000 | ±0    | 0      |

| (N) | Aufsteiger |

### Gau Pfalz
| Pl. | Verein                      | Sp. | S | U | N | Tore    | Quote | Punkte |
| --- | --------------------------- | --- | - | - | - | ------- | ----- | ------ |
| 1.  | FC Pfalz Ludwigshafen       | 2   | 2 | 0 | 0 | 002:100 | 2,00  | 04:0   |
| 2.  | FG Revidia Ludwigshafen e   | 2   | 1 | 0 | 1 | 004:300 | 1,33  | 02:20  |
| 3.  | FC Palatia Kaiserslautern f | 2   | 0 | 0 | 2 | 001:300 | 0,33  | 0:40   |
| 4.  | Ludwigshafener FG 03 g      | 0   | 0 | 0 | 0 | 000:000 | ±0    | 0      |

### Endrunde Nordkreis
| Pl. | Verein                                             | Sp. | S | U | N | Tore    | Quote | Punkte |
| --- | -------------------------------------------------- | --- | - | - | - | ------- | ----- | ------ |
| 1.  | 1. Hanauer FC 1893 (M) (Sieger Gau Ostmain)        | 3   | 3 | 0 | 0 | 010:100 | 10,00 | 06:0   |
| 2.  | SV Wiesbaden 1899 (Sieger Gau Mittelmain)          | 3   | 1 | 1 | 1 | 005:300 | 1,67  | 03:30  |
| 3.  | Mannheimer FC Viktoria 1897 (Sieger Gau Neckar)    | 3   | 0 | 2 | 1 | 004:900 | 0,44  | 02:40  |
| 4.  | Frankfurter FC Victoria 1899 (Sieger Gau Westmain) | 3   | 0 | 1 | 2 | 003:900 | 0,33  | 01:50  |
| 5.  | FC Pfalz Ludwigshafen h (Sieger Gau Pfalz)         | 0   | 0 | 0 | 0 | 000:000 | ±0    | 0      |

| (M) | Titelverteidiger Nordkreis |

|                             | Ergebnis |                             | Ort       |
| --------------------------- | -------- | --------------------------- | --------- |
| 1. Hanauer FC 93            | 5:0      | Mannheimer FC Viktoria 1897 | Hanau     |
| 1. Hanauer FC 93            | 3:0      | FFC Victoria                | Hanau     |
| 1. Hanauer FC 93            | 2:1      | SV Wiesbaden                | Darmstadt |
| SV Wiesbaden                | 1:1      | Mannheimer FC Viktoria 1897 | Hanau     |
| SV Wiesbaden                | 3:0      | FFC Victoria                | Darmstadt |
| Mannheimer FC Viktoria 1897 | 3:3      | FFC Victoria                | Hanau     |

## Südkreis
Gegenüber dem Vorjahr kamen im Südkreis zwei neue Staffeln hinzu: In Bayern wurden in den Staffeln Nordbayern und Südbayern um Punkte gekämpft, als deren Meister qualifizierten sich der 1. FC Nürnberg und MTV München von 1879 für die Endrunde, verzichteten aber auf die Teilnahme.

### Gau Mittelbaden
| Pl. | Verein                   | Sp. | S | U | N | Tore    | Quote | Punkte |
| --- | ------------------------ | --- | - | - | - | ------- | ----- | ------ |
| 1.  | Karlsruher FV i (SM)     | 2   | 1 | 1 | 0 | 004:100 | 4,00  | 03:10  |
| 2.  | 1. FC Pforzheim          | 2   | 1 | 1 | 0 | 010:300 | 3,33  | 03:10  |
| 3.  | Karlsruher FC Phönix     | 2   | 0 | 2 | 0 | 001:100 | 1,00  | 02:20  |
| 4.  | FC Frankonia Karlsruhe i | 2   | 0 | 0 | 2 | 003:130 | 0,23  | 0:40   |

| (SM) | süddeutscher Titelverteidiger |

Entscheidungsspiele:
| Datum             |                 | Ergebnis |                      | Ort       |
| ----------------- | --------------- | -------- | -------------------- | --------- |
| 12. November 1905 | 1. FC Pforzheim | 0:0      | Karlsruher FC Phönix | Pforzheim |

| Datum            |                 | Ergebnis |                      | Ort       |
| ---------------- | --------------- | -------- | -------------------- | --------- |
| 3. Dezember 1905 | 1. FC Pforzheim | 4:0      | Karlsruher FC Phönix | Pforzheim |

### Gau Oberrhein
| Pl. | Verein              | Sp. | S | U | N | Tore    | Quote | Punkte |
| --- | ------------------- | --- | - | - | - | ------- | ----- | ------ |
| 1.  | Freiburger FC       | 1   | 1 | 0 | 0 | 005:100 | 5,00  | 02:0   |
| 2.  | Straßburger FV      | 1   | 0 | 0 | 1 | 001:500 | 0,20  | 0:20   |
| 3.  | FC Mülhausen 1893 j | 0   | 0 | 0 | 0 | 000:000 | ±0    | 0      |

### Gau Schwaben
| Pl. | Verein                    | Sp. | S | U | N | Tore    | Quote | Punkte |
| --- | ------------------------- | --- | - | - | - | ------- | ----- | ------ |
| 1.  | Stuttgarter Cickers       | 2   | 2 | 0 | 0 | 019:000 | ∞     | 04:0   |
| 2.  | Süddeutscher FC Stuttgart | 2   | 1 | 0 | 1 | 002:500 | 0,40  | 02:20  |
| 3.  | FA Privat TV Ulm          | 2   | 0 | 0 | 2 | 000:160 | 0,00  | 0:40   |
| 4.  | FC Karlsvorstadt k        | 0   | 0 | 0 | 0 | 000:000 | ±0    | 0      |

### Gau Nordbayern
| Pl. | Verein              | Sp. | S | U | N | Tore    | Quote | Punkte |
| --- | ------------------- | --- | - | - | - | ------- | ----- | ------ |
| 1.  | 1. FC Nürnberg      | 1   | 1 | 0 | 0 | 003:100 | 3,00  | 02:0   |
| 2.  | FC Franken Nürnberg | 1   | 0 | 0 | 1 | 001:300 | 0,33  | 0:20   |

### Gau Südbayern
| Pl. | Verein                          | Sp. | S | U | N | Tore    | Quote | Punkte |
| --- | ------------------------------- | --- | - | - | - | ------- | ----- | ------ |
| 1.  | MTV München von 1879            | 6   | 6 | 0 | 0 | 063:400 | 15,75 | 12:0   |
| 2.  | FC Bayern München l             | 6   | 5 | 0 | 1 | 019:120 | 1,58  | 10:20  |
| 3.  | FC Bavaria 1899 München         | 6   | 4 | 0 | 2 | 027:200 | 1,35  | 08:40  |
| 4.  | Vereinigte Turnerschaft München | 6   | 3 | 0 | 3 | 018:290 | 0,62  | 06:60  |
| 5.  | FC Wacker München               | 6   | 1 | 0 | 5 | 012:300 | 0,40  | 02:10  |
| 6.  | TV 1860 München                 | 6   | 1 | 0 | 5 | 008:210 | 0,38  | 02:10  |
| 7.  | MTV Augsburg m                  | 6   | 1 | 0 | 5 | 011:420 | 0,26  | 02:10  |

### Endrunde Südkreis
Der 1. FC Nürnberg und der MTV München von 1879 hatten auf die Teilnahme an der Endrunde verzichtet.
| Pl. | Verein                                    | Sp. | S | U | N | Tore    | Quote | Punkte |
| --- | ----------------------------------------- | --- | - | - | - | ------- | ----- | ------ |
| 1.  | 1. FC Pforzheim (Sieger Gau Mittelbaden)  | 2   | 2 | 0 | 0 | 008:200 | 4,00  | 04:0   |
| 2.  | Stuttgarter Cickers (Sieger Gau Schwaben) | 2   | 1 | 0 | 1 | 004:700 | 0,57  | 02:20  |
| 3.  | Freiburger FC (Sieger Gau Oberrhein)      | 2   | 0 | 0 | 2 | 003:600 | 0,50  | 0:40   |

|                     | Ergebnis |                     | Ort       |
| ------------------- | -------- | ------------------- | --------- |
| 1. FC Pforzheim     | 5:1      | Stuttgarter Kickers | Mannheim  |
| 1. FC Pforzheim     | 3:1      | Freiburger FC       | Straßburg |
| Stuttgarter Kickers | 3:2      | Freiburger FC       | Pforzheim |

## Endspiel um die süddeutsche Fußballmeisterschaft

Die Mannschaft des 1. FC Pforzheim.
Süddeutscher Meister 1906.

| Datum         |                                   | Ergebnis |                                       | Ort      |
| ------------- | --------------------------------- | -------- | ------------------------------------- | -------- |
| 1. April 1906 | 1. FC Pforzheim (Sieger Südkreis) | 5:3      | 1. Hanauer FC 1893 (Sieger Nordkreis) | Mannheim |